# Ströms slott
Ströms slott är en herrgård i Hjärtums socken i Lilla Edets kommun. Slottet ligger 6 kilometer från Hjärtums kyrka, väster om Göta älv, i  Västra Götalands län.

## Historia
Säteriet omnämns första gången 1320 som en gåva till Sankt Stefans hospital i Tønsberg och därefter 1499 då Knut Knutsson (Baad), som även ägde Morlanda, sålde säteriet till Henrik Krummedike, hövitsman på Bohus slott och länsherre i Viken. År 1613 kom godset att delas mellan Peter Bagge på Holma och Peder Jensen Dahlepil på Röstorp.
Dahlepils andel överläts till Thormod Mattsson (Stråle?), gift med Anna Pedersdotter (Måneskiöld). Thormod Mattson dog före 1607, och 1610 hamnade hans änka i en rättstvist med Jon Pedersson Dahlepil, om den tidigare ägaren Peder Jensen Dahlepils äganderätt. Anna Pedersdotters ärvde icke efter Thormod (det var vel ingan levendefödte börn), så Dahlepil övertog. 
Vid 1600-talets mitt sammanförde Dorotea Bielke, änka efter Daniel Bildt, säteriet med Morlanda säteri. Efter hennes död 1674 köptes Ström av Rutger von Ascheberg. Den ursprungliga herrgården stod nära ladugården, varför Ascheberg beslöt att riva ned densamma och bygga ett nytt herresäte.
Åren 1685–1691 uppfördes den nya herrgårdsbyggnaden av trä med skiffertak med två flyglar, på den bergskulle där den nuvarande herrgårdsbyggnaden står uppförd. Byggnaderna målades röda 1685 och utgör det äldsta kända belägget för rödfärg i Bohuslän. Egendomen ägdes sedan av hans måg, landshövding David Makeléer, och dennes ättlingar, bland andra sonsonen Gustaf Macklean (död 1804), som har en minnesvård i parken vid Ström. Det tillhörde sedan hans efterkommande på kvinnolinjen av friherrliga ätten Bennet.
På 1840-talet såldes fastigheten till grosshandlare Oterdahl och några år senare till grosshandlare Asmus Heinrich Evers. Den Aschebergska herrgårdsbyggnaden revs, eller brann ned, 1851 och man lät då uppföra nuvarande byggnad enligt Edvard Medéns ritningar, vilken stod klar 1852. Byggnaden uppges vara en kopia av Aschebergs och sägs ha uppförts på grunden av det äldre huset. Tillsammans med de äldre flygelbyggnaderna från 1600-talet bildas en sammanhållen miljö.
Godset stannade i familjen Evers ägo till 1893 då verksamheten gick i konkurs och Ström såldes vidare i ett par omgångar, bland annat på 1940-talet till Ströms Trämasse Fabriks aktiebolag (senare Inlands Pappersbruk). Slottet fick därefter fungera som tjänstebostäder och disponentbostad åt bruket till 1980-talet. Inlands Pappersbruk styckade godset i mindre gårdar 1913–1916 och sålde dessa till ett tjugotal egnahemsbildare. Fram till denna tid utgjorde Ströms gods Bohus läns största jordegendom. Ägorna omfattade markområden från Hisingen i söder till norska gränsen i norr.
Bruket sålde Ström till Lilla Edets kommun 1984. Kommunen avstyckade byggnaderna för att säljas vidare, men behöll större delen av parken och trädgården. Dåvarande ägare påbörjade en omfattande renovering för att nyttja byggnaden för konferens- och restaurangverksamhet men fick ekonomiska problem och bolaget försattes i konkurs 1990 och såldes då till Thorsten Sennton. Restaurangverksamheten återupptogs 1995 men Ström såldes återigen på exekutiv auktion 2005 till nya ägare som endast två år senare 2007 sålde vidare till nuvarande ägare Henrik och Magnus Olsson.
Ägarna har idag rustat upp den då nedgångna herrgårdsmiljön som stått tom, ouppvärmd och utsatts för skadegörelse under flera år. Herrgården används till bland annat förskoleverksamhet, hyreslägenheter och som plats för diverse konferenser.